# جون بورغس
جون بورغس (22 نوفمبر 1880 في المملكة المتحدة - 2 نوفمبر 1953 في المملكة المتحدة) (بالإنجليزية: John Burgess)‏ هو لاعب كريكت بريطاني وبريطاني (وحمل سابقاً جنسية المملكة المتحدة لبريطانيا العظمى وأيرلندا). لعب مع نادي مقاطعة ليسترشاير للكريكت ‏.

## وصلات خارجية
- جون بورغس على موقع إي آس بي آن كريك إنفو (الإنجليزية)